# Ave Crux Alba
Ave Crux Alba è l'inno ufficiale del Sovrano militare ordine di Malta.
Il Maestro Alfredo Consorti la compose come marcia trionfale per l'Ordine di Malta nel 1930 e la dedicò al Gran Maestro. Nel novembre 1932, in segno di gratitudine, l'allora Gran Maestro Fra' Ludovico Chigi Albani della Rovere emanò un decreto motu proprio, creando il M° Alfredo Consorti Donato di Terza Classe. Poco dopo, Ave Crux Alba è stato adottato come inno ufficiale del Sovrano Ordine di Malta.
Oggi viene suonata abitualmente alla presenza del Gran Maestro durante le visite di Stato e le occasioni ufficiali. Sebbene l'inno sia solitamente suonato e non cantato, originariamente era presente anche un testo di seguito riportato.

## Testo
(Alfredo Consorti, Ave Crux Alba)